# Грибов (Германия)
Грибов (нем. Gribow) — община в Германии, в земле Мекленбург-Передняя Померания.

## Географическое положение
Посёлок Грибов находится приблизительно в 15 километрах северо-западнее Анклама, в 14 километрах юго-восточнее Грайфсвальда, а также отдалён от Вольгаста на 20 километров в юго-западном направлении, а от Гюцкова на 4 километра в восточном.

## Административное деление
Община входит в состав района Восточная Передняя Померания. До 1 января 2005 года Грибов был частью управления Амт Цитен (нем. Amt Ziethen), но в настоящее время подчининён управлению Амт Цюссов (нем. Amt Züssow), с штаб-квартирой в Цюссове.
Идентификационный код субъекта самоуправления — 13 0 59 023.
Площадь занимаемая административным образованием Грибов, составляет 8,17 км².
В настоящее время община подразделяется на 2 сельских округа.
- Глоденхоф (нем. Gloedenhof)
- Грибов (нем. Gribow)

## Население
По состоянию на 31 декабря 2006 года население посёлка составляет 187 человек. Средняя плотность населения таким образом равна 23 человека на км².
В пределах сельских округов жители распределены следующим образом.
| Грибов Глоденхоф | 143 человека 44 человека |

## Транспорт
Через посёлок проходит федеральная дорога 111 (нем. Bundesstraße 111 (B 111)), которая примерно в шести километрах к западу (невдалеке от посёлка Гюцков) примыкает к автобану 20 (нем. Bundesautobahn 20 (A 20)).

## Достопримечательности
- Помещичий дом постройки 1880 года